# ボルネオの戦い

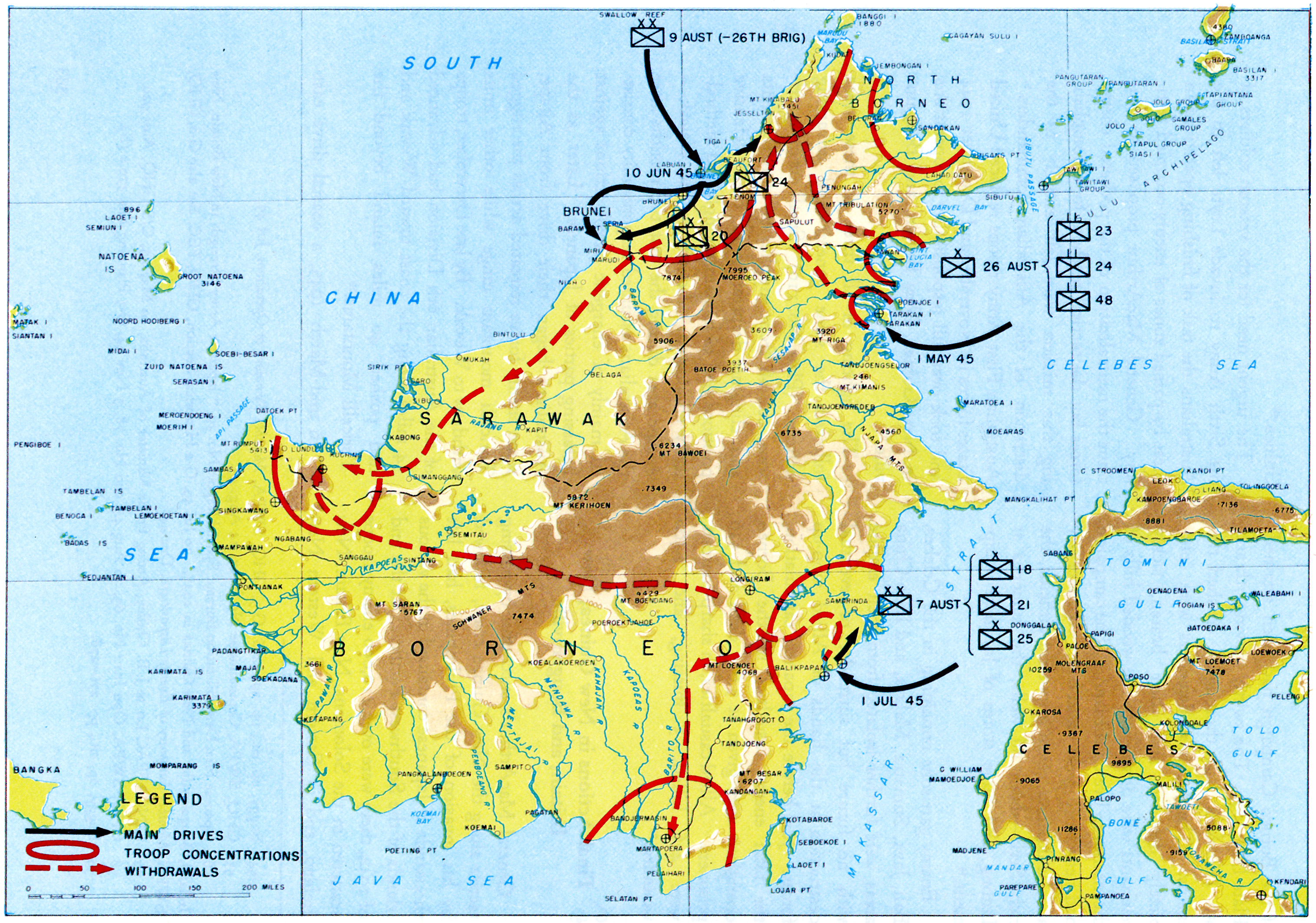
ボルネオの戦いの作戦図

ボルネオの戦い（ボルネオのたたかい）は、太平洋戦争中に、日本軍の守るボルネオ島と付属島嶼へ、オーストラリア軍を主力とした連合軍が侵攻して起きた戦い。連合軍が勝利したが、戦略的に大きな影響はなかった。

## 背景
ボルネオ島は、北西部がイギリス領、南部から東部がオランダ領であったが、いずれも日本軍によって占領されていた。オランダ領のバリクパパンやイギリス領のサンダカン、ミリなどには油田があり、日本にとって重要な資源地帯となった。しかし、連合軍のフィリピン反攻が進み、シーレーンが遮断されたために日本本土への資源輸送は不可能となっていた。ブルネイ湾は重要な海軍泊地だったが、すでに利用する艦隊は残っていなかった。
日本軍は、旧イギリス領は陸軍、旧オランダ領は海軍の主担当地区として防備と軍政を分担していた。守備隊として第37軍（司令官：馬場正郎中将）の独立混成第56旅団と同第71旅団、独立混成第25連隊を配置していたが、うち独混71旅団は編成途上で人員も装備も訓練も不足していた。海軍の守備の主力は第22特別根拠地隊（司令官：鎌田道章中将）であった。
連合軍は、オランダ領東インドの奪還を目指すオーボエ作戦（Operation "OBOE"）の一環として、ボルネオ侵攻を計画した。これにはブルネイ湾にイギリス太平洋艦隊の泊地を置くこと、及び油田を奪還することという戦略目的があった。タラカン島に対するオーボエ1号作戦、バリクパパンに対するオーボエ2号作戦、ブルネイ湾・ラブアン島に対するオーボエ6号作戦からなり、地上戦にはオーストラリア軍から第1軍団（軍団長：レスリー・モースヘッド（Leslie Morshead）中将）の第7師団と第9師団が主力として投入されることになった。この点、ブルネイ湾を基地化するのは戦争資源の浪費であり、日本側シーレーンは遮断されているのだから上陸に戦略的価値が無いとの批判があった。特にドイツ降伏後にはバリクパパンへの第7師団投入は中止することも検討されたが、計画通りに実行された。

## 経過

### 事前攻撃
1945年4月から、ボルネオ地区の日本軍拠点には、フィリピンから出撃した航空機や機動部隊の搭載機により激しい事前空襲が行われた。同月中旬には日本軍は連合軍の上陸が迫っていると判断し、製油施設を自ら破壊した。

### タラカン島の戦い

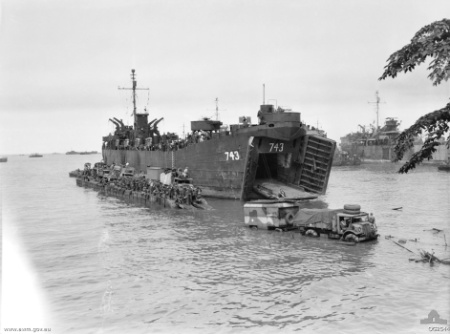
5月4日にタラカン島で揚陸中の連合軍

5月1日、東岸のタラカン島にオーストラリア第9師団の第26旅団を基幹とする11800人が上陸した。日本軍では独立歩兵第455大隊と海軍第2警備隊の計2200人が守備しており、6月中旬まで激しい抵抗を続けた。終戦まで連合軍は掃討戦を行い、日本軍は1500人が戦死し、250人が捕虜となった。連合軍もオーストラリア兵225人が戦死し、700人近くが負傷した。また、アメリカ海軍の機動掃海艇1隻が沿岸砲台に撃沈され、砲台または機雷により駆逐艦など5隻が損傷した。

### ブルネイ湾の戦い
6月10日に、ブルネイ湾及びラブアン島にオーストラリア第9師団の主力が上陸した。軽巡ホバートはじめ巡洋艦4隻、駆逐艦23隻などや航空部隊が支援し、連合軍の参加兵力は29000人に上った。日本軍は独混第56旅団が付近にあり、そのうちブルネイ湾に独立歩兵第366・第367大隊、ラブアン島に独立歩兵第371大隊を置いていた。日本軍が水際配備は避けて後退したため、一週間で連合軍は沿岸部の制圧に成功した。ラブアン島守備隊は全滅した。その後、連合軍によりミリ方面に向けた追撃戦が行われた。ブルネイ湾一帯の戦いで、オーストラリア軍の記録によると日本軍は1200人以上が戦死したのに対し、オーストラリア軍は114人が戦死し、221人が負傷した。また、上陸前の掃海作業中の6月8日に、アメリカ海軍掃海艇「サリュート」（en）が触雷沈没している。

### バリクパパンの戦い

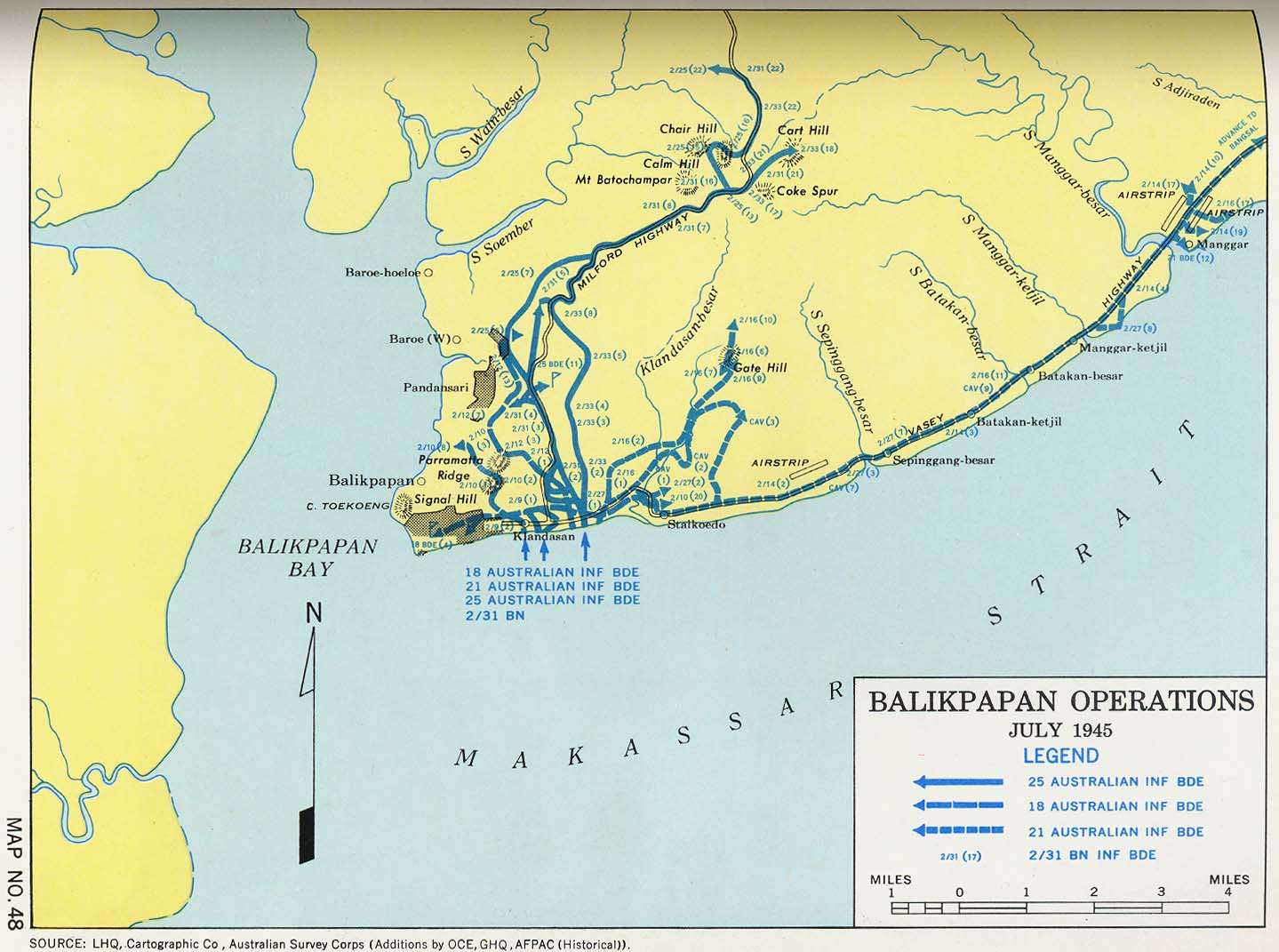
バリクパパンでのオーストラリア軍作戦経過

6月15日からバリクパパン付近で、アメリカ海軍が掃海作業を開始した。以後、バリクパパンでの作戦完了までに機動掃海艇4隻が触雷沈没し、砲撃などで駆逐艦以下の数隻が損傷した。
7月1日、巡洋艦5隻などの艦砲射撃の後に、バリクパパンにオーストラリア第7師団が上陸した。連合軍の参加兵力は33500人で、第二次世界大戦最後の大規模上陸戦であるとも評される。3日の朝までに上陸した連合軍部隊は17000人に達し、この間初日だけでも3万発にも及ぶ猛烈な艦砲射撃が支援した。日本軍は海軍第22特別根拠地隊を基幹に11000人の兵力を有し、2つの飛行場周辺などに防備を固めていた。日本軍は油田防空用の対空砲を転用したものも含め相当に強力な砲台を保有し、オーストラリア軍の戦車3両を立て続けに撃破することもあった。しかし、日本軍には専門の地上戦闘員が少なく、次第に拠点を失い、9日までに飛行場は占領された。
7月下旬まで追撃戦が行われ、以後も終戦まで散発的な戦闘が続いた。オーストラリア軍の記録によると日本兵1800人以上が戦死したのに対し、オーストラリア兵の損害は戦死229人、負傷664人だった。また第七艦隊のほうは沈没、損傷の掃海艇で7名の戦死者を出しただけだった。

## 結果
連合軍は上陸した地点を占領したが、まもなく終戦を迎えたため戦略的には大きな影響はなかった。日本軍は4700人以上が戦死または戦病死した。連合軍はオーストラリア兵569人が戦死、約1400人が負傷した。
この戦闘の日本軍指揮官である馬場正郎陸軍中将と鎌田道章海軍中将の両名は終戦後、BC級戦犯に指定され刑死した。
1956年（昭和31年）6月20日、日本政府による遺骨送還および現地追悼（遺骨収集事業）のための派遣団がボルネオ島、ニューギニア島方面へ出発。同年8月23日、帰国した遺骨を千代田区公会堂に迎え、ニューギニア及びボルネオ方面戦没者追悼式が行われた。追悼式に当たり昭和天皇と香淳皇后から生花が贈られた。